# Agrotis arens
Agrotis arens är en fjärilsart som beskrevs av Turati 1926. Agrotis arens ingår i släktet Agrotis och familjen nattflyn. Inga underarter finns listade i Catalogue of Life.